# Habitation Module

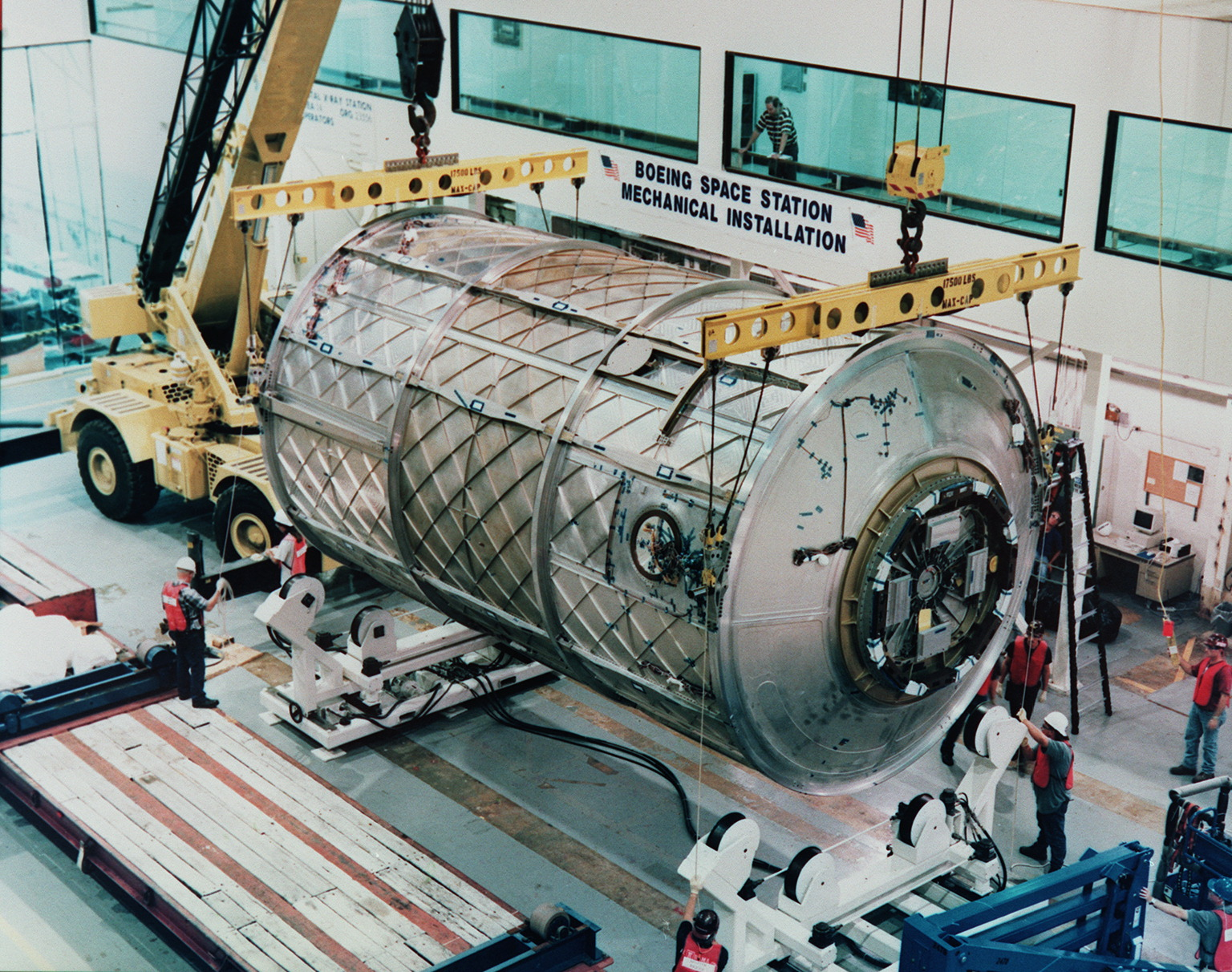
El Habitation Module de l'ISS en construcció el desembre de 1997

El Habitation Module de l'Estació Espacial Internacional va ser un element destinat a ser el mòdul espacial que serviria de zona d'habitabilitat de l'Estació, dissenyat amb una cuina, un inodor, dutxa, estacions per dormir i instal·lacions mèdiques. Amb la mida d'un autobús, el mòdul va ser cancel·lat després de completar la pressurització del seu buc. Si s'hagués enviat a l'espai, l'Habitation Module hauria estat atracat al Node 3, o Tranquility.
Per tal de donar cabuda a més de tres persones a la ISS, seria necessària una nau salvavides compresa d'una Soiuz TMA i un Vehicle de Retorn de Tripulació no diponible en aquell moment. Més tard en el projecte, les limitacions pressupostàries i retards a l'estació espacial a causa de l'accident del Transbordador Espacial Columbia va causar que es cancel·lés definitivament. el 14 de febrer de 2006 es va decidir reciclar el Habitation Module per a investigacions terrestres de suport de vida per a properes missions.
Amb la cancel·lació del Habitation Module, els llocs per dormir són ara repartits a l'estació. Hi ha dos en el segment rus i quatre en el segment americà. Es va concloure que no era necessari tenir una 'llitera' espacial dedicada; molts visitants simplement col·loquen la bossa de dormir a la paret d'un mòdul, entren i dormen a dins.
En diversos punts en el disseny de l'Estació Espacial Internacional, un mòdul inflable anomenat TransHab va ser considerat diverses vegades com l'alternativa al Habitation Module. Alguns enginyers britànics també van proposar el Habitation Extension Module que es podria unir al Node 3.